# Calibro 9
Série
Milan calibre 9
(1972)
Pour plus de détails, voir Fiche technique et Distribution.
Calibro 9 est un poliziottesco belgo-italien réalisé par Toni D'Angelo (it) et sorti en 2020.
C'est la suite du film italien à succès Milan calibre 9 (Milano calibro 9) de Fernando Di Leo sorti en 1972.

## Synopsis
À Milan, Fernando Piazza est un avocat criminel renommé. Fils du criminel assassiné Ugo Piazza, il a été élevé par sa mère Nelly qui tenait à faire de lui quelqu'un qui ne suive pas la voie de son père. Mais alors que 100 millions d'euros disparaissent dans la ville à la suite d'une escroquerie en ligne, le principal suspect est l'un des clients de Fernando. Le commissaire de police Valerio Di Leo commence à enquêter et il croit voir derrière cette affaire la main de la 'Ndrangheta.

## Fiche technique
- Titre original italien : Calibro 9 ou Calibro nove[2]
- Réalisateur : Toni D'Angelo (it)
- Scénario : Gianluca Curti (it), Marco Martani, Luca Poldelmengo
- Photographie : Rocco Marra
- Montage : Luigi Mearelli
- Musique : Emanuele Frusi, Toni D'Angelo, Vincenzo Adelini
- Décors : Stefano Giambanco
- Production : Santo Versace, Gianluca Curti
- Société de production : Minerva Pictures, Rai Cinema (Rome), Gapbusters (Bruxelles)
- Pays de production :  Italie -  Belgique
- Langue de tournage : Italien
- Format : Couleur
- Durée : 91 minutes (1 h 31)
- Genre : Poliziottesco
- Dates de sortie :
  - Italie : 23 novembre 2020 (Festival du film de Turin) ; 4 février 2021 (internet)

## Distribution
- Marco Bocci (it) : Fernando Piazza
- Barbara Bouchet : Nelly
- Alessio Boni : commissaire Valerio Di Leo
- Ksenia Rappoport : Alma
- Michele Placido : Rocco Musco
- Eric Gordon : Gianni
- Andrea Arru